# موناكو في الألعاب الأولمبية
موناكو في الألعاب الأولمبية تقوم اللجنة الأولمبية الموناكية بالإشراف في شؤون مشاركة موناكو في الألعاب الأولمبية، شاركت موناكو أول مرة في الألعاب الأولمبية في دورة 1920 في أنتويرب في بلجيكا، لم تفز موناكو حتى الآن بأي ميدالية في الألعاب الأولمبية.